# 拟叶斑球蛛
拟叶斑球蛛（学名：Theridion sublatifolium）为球蛛科球蛛属的动物。在中国大陆，分布于湖北等地，多见于杉树针叶基部。该物种的模式产地在湖北咸丰。